# Laëtitia Benouamer
Laëtitia Benouamer est une joueuse de handball française née le 7 février 1992, évoluant au poste d'arrière à l'ASUL Vaulx-en-Velin depuis 2014.

## Biographie
Après 6 années au Cercle Dijon Bourgogne Handball, elle quitte le club sur un titre de championne de France de D2 en 2014, pour rejoindre l'ASUL Vaulx-en-Velin.

## Palmarès

### En sélection
- Vice championne du monde junior en 2012[2]

### En club
- Finaliste de la Coupe de France en 2013 avec Cercle Dijon Bourgogne
- Championne de France de D2 en 2014 avec le Cercle Dijon Bourgogne